# Closer to the Truth
Closer to the Truth è il ventiseiesimo album in studio della cantante e attrice statunitense Cher, pubblicato il 24 settembre 2013 dalla Warner Bros. Records.

## Descrizione
Pensando di ristabilire la sua carriera musicale, Cher ha iniziato la pianificazione del progetto nel 2011, poco dopo la sua apparizione nel film Burlesque e la conclusione dei suoi concerti al Caesars Palace di Las Vegas. Inizialmente l'album era stato progettato per essere di genere pop-rock, ma all'ultimo si è optato per un album principalmente dance. Come produttore esecutivo, ha arruolato il collaboratore di vecchia data Mark Taylor che ha lavorato a fianco dei nuovi produttori, come Paul Oakenfold, Billy Mann, Timbaland e MachoPsycho.
Descritto da Cher come "molto eclettico" e "il suo miglior album di sempre", Closer to the Truth risulta essere prevalentemente dance-pop, ma comprende anche altri generi musicali come house, synthpop, EDM, soft rock, country ed ha influenze dalla musica degli anni novanta. I testi ruotano in gran parte attorno all'amore, il femminismo, l'individualismo e l'autoemancipazione. Le tracce I Walk Alone e Lie to Me sono state scritte dalla cantante Pink, mentre nei cori di Take It Like a Man è presente la voce di Jake Shears, membro degli Scissor Sisters.
L'album ha ricevuto recensioni generalmente positive da parte della critica di musica contemporanea, e negli Stati Uniti ha avuto un discreto successo commerciale, debuttando e piazzandosi alla posizione numero 3 della classifica di Billboard e vendendo nella prima settimana 63 000 copie; diventando la più alta posizione per un album solista di Cher negli Stati Uniti. Secondo Nielsen SoundScan nel mese di febbraio 2014, l'album è arrivato a quota 285 000 copie in tre paesi, ed è stato certificato disco d'oro in Canada. È entrato nelle top ten di Canada, Germania, Russia e Regno Unito; più moderato è stato il successo in altri Paesi.
Il primo singolo, Woman's World, pubblicato il 18 giugno 2013 negli Stati Uniti e in Canada, ha raggiunto la posizione numero 1 della classifica US Billboard Hot Songs Dance/Club. Il secondo singolo, I Hope You Find It, è stato pubblicato il 4 ottobre 2013 ed è entrato con forza in diverse classifiche europee. È stato seguito dai singoli promozionali Take It Like a Man e I Walk Alone. Cher ha promosso Closer to the Truth con diverse apparizioni televisive negli Stati Uniti e in Europa. Ha attirato l'attenzione dei media per aver declinato l'invito ad esibirsi alla cerimonia di apertura dei Giochi Olimpici invernali di Sochi 2014 come segno di protesta contro le leggi antigay in Russia. Il 22 marzo 2014 Cher ha intrapreso la sua ottava tournée, intitolata Dressed to Kill Tour.

## Tracce
Edizione standard
1. Woman's World
2. Take It Like a Man (feat. Jake Shears)
3. My Love
4. Dressed to Kill
5. Red
6. Lovers Forever
7. I Walk Alone
8. Sirens
9. Favourite Scars
10. I Hope You Find It
11. Lie to Me

Edizione deluxe
1. I Don't Have to Sleep to Dream (bonus track)
2. Pride (bonus track)
3. You Haven't Seen the Last of Me (Original Version – bonus track)

Edizione Target
1. Woman's World (R3hab Remix)
2. Woman's World (Jodie Harsh Radio Remix)
3. Will You Wait for Me

## Classifiche
| Classifica (2013) | Posizione Massima |
| ----------------- | ----------------- |
| Austria           | 11                |
| Belgio (Fiandre)  | 65                |
| Belgio (Vallonia) | 59                |
| Francia           | 77                |
| Germania          | 6                 |
| Italia            | 19                |
| Svizzera          | 11                |
| Stati Uniti       | 3                 |

| Classifica di fine anno (2013) | Posizione |
| ------------------------------ | --------- |
| Stati Uniti                    | 121       |